# Prunus hongpingensis
{{#ifeq:0|0|{{#if:Prunus hongpingensis|{{#if:|[[]}}|[[]]}}}}
Prunus hongpingensis — вид квіткових рослин із підродини мигдалевих (Amygdaloideae).

## Біоморфологічна характеристика
Це листопадне дерево заввишки до 10 метрів. 

## Поширення, екологія
Ендемік Китаю (західний Хубей, західний Хунань). Росте уздовж шляхів на висотах від 200 до 1800 метрів.

## Використання
Рослина збирається з дикої природи для місцевого використання як їжа та джерело матеріалів. Іноді культивується як плодова культура. Плоди їдять сирими чи приготовленими. З листя можна отримати зелений барвник. З плодів можна отримати барвник від темно-сірого до зеленого. Олія, отримана з насіння, придатна для використання в легкій промисловості. Високоякісна деревина також використовується в комерційних цілях.